# Ĝ
Ĝ,ĝ (g з циркумфлексом) — літера алфавіту Есперанто, яка позначає дзвінкий постальвеолярний африкат або ретрофлекс і еквівалентний дзвінкому постальвеолярному африкату / dʒ / або дзвінкому ретрофлексному африкату / dʐ /. Дев'ята літера алфавіту Есперанто.